# サンクトペテルブルク国際経済フォーラム

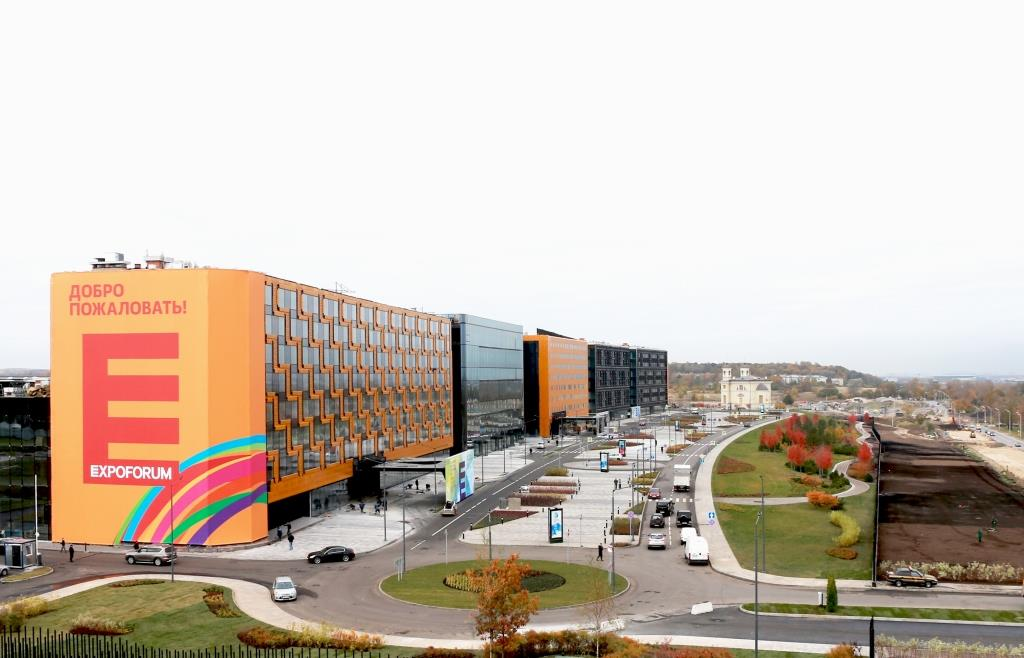
SPIEFは最近プルコヴォ国際空港に建てられたエキスポ・フォーラム（Expoforum）で開催。

サンクトペテルブルク国際経済フォーラム（サンクトペテルブルクこくさいけいざけいざいフォーラム、英語: St. Petersburg International Economic Forum 、略称：SPIEF＝スピーフ、ロシア語: ВЭФ ＝ヴェフ）はロシアのビジネスに関する国際経済会議で、1997年から毎年サンクトペテルブルクで行われてきて、2005年からはロシア連邦大統領の庇護の下になっている。

## 概要
サンクトペテルブルク国際経済フォーラムは1997年からロシアでのビジネス、特にロシアへの投資を促す目的で、ロシア第二の都会であるサンクトペテルブルクで開かれてきた。
2005年からはウラジーミル・プーチン大統領も出席して、より国際的なフォーラムになっている。日本の安倍晋三首相も出席している。
2007年には「世界経済フォーラム」とのパートナーシップを発表している。この年ごろ以来、ロシア貯蓄銀行がこのフォーラムの最大スポンサーになっている。
このフォーラムの開催場所は、はサンクトペテルブルクのタヴリーダ宮殿であったが、2006年からは大ネヴァ川向かいのヴァシリエフスキー島（Vasilyevsky Island）にあるレネクスポ展示センター（Lenexpo Exhibition Center）へ移った。しかし2016年からは、新しくプルコヴォ国際空港に建てられたエキスポ・フォーラム（Expoforum）で開催されている。
東方経済フォーラムはロシア連邦政府のロシア国会議協会（Roscongress）が主催していて、この協会が開催する国際会議にはこの他に「東方経済フォーラム」などがある。

### 2022年
2022年6月17日、ロシアによるウクライナ侵攻後、初のフォーラムが開催されたが、欧州各国からの出席者は姿を消す一方、前年にアフガニスタンを再掌握したタリバーンが代表団を派遣した。首脳級ではプーチン大統領のほか、カザフスタンのトカエフ大統領が出席。エジプトのシシ大統領はオンライン形式で参加した。

## 参照項目
- 東方経済フォーラム
- 世界経済フォーラム
- ボアオ・アジア・フォーラム